# Бурдинский, Евгений Владимирович
Бурдинский Евгений Владимирович (род. 25 августа 1960, Белогорск, Амурская область) — российский военачальник. Начальник Главного организационно-мобилизационного управления — заместитель начальника Генерального штаба Вооруженных сил Российской Федерации с 2018 года, генерал-полковник (2019).

## Биография
Родился 25 августа 1960 года в городе Белогорск Амурской области. В 1975 года поступил и в 1977 году окончил Уссурийское суворовское военное училище. На военной службе в Вооруженных Силах СССР с 1977 года. В 1981 году окончил Благовещенское высшее танковое командное училище.
С 1981 года по 1994 год проходил службу на должностях командира танкового взвода, командира танковой роты, начальника штаба — заместитель командира танкового батальона и командира танкового батальона 336-й гвардейской отдельной бригаде морской пехоты Балтийского флота ВМФ Российской Федерации.
С 1994 года по 1997 год — слушатель Военной академии им. М. В. Фрунзе.
С 1997 года по 1999 год — старший офицер-оператор Главного организационно-мобилизационного управления Генерального штаба Вооруженных сил Российской Федерации.
С 1999 года по 2001 год — слушатель Военной академии Генерального штаба Вооруженных сил Российской Федерации.
С 2001 года по 2004 год — начальник группы, заместитель начальника направления призыва Главного организационно-мобилизационного управления Генерального штаба Вооруженных сил Российской Федерации.
С 2004 года по 2009 год — начальник направления призыва Главного организационно-мобилизационного управления Генерального штаба Вооруженных сил Российской Федерации, заместитель начальника управления Главного организационно-мобилизационного управления Генерального штаба Вооруженных сил Российской Федерации.
С 2009 года по 2010 год начальник организационно-мобилизационного управления — заместитель начальника штаба Западного военного округа по организационно-мобилизационной работе.
С 2010 года по 2013 год — заместитель начальника Главного организационно-мобилизационного управления Генерального штаба Вооруженных сил Российской Федерации.
С октября 2013 года по май 2018 года — первый заместитель начальника Главного организационно-мобилизационного управления Генерального штаба Вооруженных сил Российской Федерации.
В 2015 году присвоено воинское звание «генерал-лейтенант».
С мая 2018 года начальник Главного организационно-мобилизационного управления — заместитель начальника Генерального штаба Вооруженных сил Российской Федерации.
По словам президента Академии геополитических проблем генерал-полковника Леонида Ивашова:
для того чтобы возглавить ГОМУ, надо иметь хорошую теоретическую и общевойсковую подготовку. У Бурдинского всё это есть: он прошел все ступени военного образования от Суворовского училища до академии Генерального штаба, имеет большой опыт штабной работы, знает войска и теорию современной войны.
Член Центрального Совета Всероссийской общественной организации морских пехотинцев «Тайфун».
Указом Президента Российской Федерации от 12.12.2019 г. № 595 присвоено воинское звание генерал-полковник.

## Санкции
23 июня 2023 года Бурдинский включён в санкционный список всех стран Евросоюза за действия которые подрывают или угрожают территориальной целостности, суверенитету и независимости Украины так как «он несёт прямую ответственность за содействие мобилизации российских граждан на войну».

## Награды
- Орден За заслуги перед Отечеством 4 степени
- Орден Александра Невского
- Орден «За военные заслуги»
- Орден Почёта
- Медаль «За боевые заслуги»
- Государственные награды РФ и СССР
- Ведомственные награды Министерства обороны РФ, ФСБ и МВД России.